# Imigração centro-americana no Brasil
A imigração centro-americana no Brasil não é tão expressiva quanto à sul-americana. Apesar disso, o Brasil é um dos países com mais costarriquenhos e panamenhos na América do Sul. 

## Números
Os dados têm como base o Registro Nacional de Estrangeiro e Registro Nacional Migratório da Polícia Federal em conjunto com a universidade Unicamp no ano de 2020.
| Colocação | País        | Total |
| --------- | ----------- | ----- |
| 1         | Honduras    | 2 497 |
| 2         | Costa Rica  | 1 833 |
| 3         | Guatemala   | 1 587 |
| 4         | Nicarágua   | 1 201 |
| 5         | El Salvador | 1 155 |
| 6         | Panamá      | 1 121 |